# Осово (Вармінсько-Мазурське воєводство)
Осово (пол. Osowo, нім. Ossau, until 1938 Ossöwen) — село в Польщі, у гміні Ґолдап Ґолдапського повіту Вармінсько-Мазурського воєводства.
Населення — 35 осіб (2011).
У 1975-1998 роках село належало до Сувальського воєводства.

## Демографія
Демографічна структура станом на 31 березня 2011 року:
|          | Загалом | Допрацездатний вік | Працездатний вік | Постпрацездатний вік |
| -------- | ------- | ------------------ | ---------------- | -------------------- |
| Чоловіки | 17      | 2                  | 14               | 1                    |
| Жінки    | 18      | 1                  | 16               | 1                    |
| Разом    | 35      | 3                  | 30               | 2                    |